# Stanley Osher
Stanley Joel Osher (né le 24 avril 1942 à Brooklyn) est un mathématicien américain spécialiste des mathématiques appliquées.